# Bro’Sis
Bro’Sis – była wielonarodowa grupa muzyczna R&B z Niemiec utworzona w 2001 roku w drugiej edycji programu Popstars.
Początkowo grupę tworzyło sześć osób, a pod koniec istnienia grupy – pięć. Na całym świecie sprzedało się ponad 2,2 miliony płyt oraz singli grupy.
Na początku 2006 roku Bro’Sis ogłosiła zakończenie działalności, a poszczególni jej członkowie rozpoczęli solowe kariery w branży muzycznej, teatralnej, telewizyjnej lub filmowej.

## Dyskografia

### Albumy
- Never Forget (Where You Come From) (2002) #1 Niemcy
- Days of our Lives (2003) #10 Niemcy
- Showtime (2004) #24 Niemcy

### Single
| 2002 | "I Believe"                             | Never Forget (Where You Come From)    | 1  | 1  | 1  |
| 2002 | "Do You/Peace of Soul"                  | Never Forget (Where You Come From)    | 3  | 5  | 19 |
| 2002 | "Heaven Must Be Missing an Angel"       | Never Forget (Where You Come From)    | 9  | 29 | 35 |
| 2002 | "Hot Temptation"                        | Never Forget (Special Winter Edition) | 4  | 11 | 46 |
| 2002 | "The Gift"                              | Never Forget (Special Winter Edition) | 16 | 40 | -  |
| 2003 | "Oh No/Never Stop"                      | Days of Our Lives                     | 7  | 24 | 66 |
| 2003 | "V.I.P."                                | Days of Our Lives                     | 19 | -  | -  |
| 2004 | "U Build Me Up"                         | Showtime                              | 20 | 51 | -  |
| 2004 | "Make Up Your Mind" (singel promocyjny) | Showtime                              | -  | -  | -  |